# Ноа, Тревор
Тревор Ноа (англ. Trevor Noah) — южноафриканский комик и актёр. С 2015 по 2022 год вел передачу The Daily Show. Ведущий премии Grammy в 2021, 2022 и 2023 годах. В 2018 году вошёл в список ста самых влиятельных людей мира по версии журнала Time. Обладатель премии «Эмми». В 2023 году также получил премию Эразма.

## Биография
Тревор Ноа родился в Йоханнесбурге, ЮАР. Его мать имеет частично еврейские, а частично корни народа коса. Его отец происходит из швейцарских немцев. В раннем детстве Тревор учился в католической школе в Йоханнесбурге. Из-за апартеида отношения его родителей были в то время незаконными.
У Тревора есть два сводных брата от второго брака его матери. В 2009 году бывший муж его матери напал на неё, выстрелив в неё. Позднее он намеревался убить Тревора Ноа.
Тревор Ноа является полиглотом и говорит на нескольких языках, включая английский, немецкий, коса, зулу и африкаанс. Тревор часто использует своё смешанное происхождение и опыт жизни в Соуэто как объект шуток.
Был обвинен в расизме после того, как пошутил, назвав сборную Франции по футболу африканской командой.